# Fokker E.II
Il Fokker E.II fu un caccia monoposto monoplano ad ala media sviluppato dall'azienda tedesco imperiale Fokker negli anni dieci del XX secolo.
Evoluzione del precedente Fokker E.I, venne introdotto nel dicembre 1915 come equipaggiamento dei primi reparti da caccia della Luftstreitkräfte, la componente aerea del Deutsches Heer (l'esercito imperiale tedesco), durante le fasi iniziali della prima guerra mondiale.

## Storia del progetto
Essenzialmente l'E.II era un Fokker E.I sul quale era stato montato un motore Oberursel U.O da 100 hp (75 kW). Inoltre rispetto alla versione precedente che derivava direttamente dal Fokker M.5, un velivolo non dotato di armamento, nell'E.II l'introduzione delle armi avvenne fin dai primi stadi di progettazione e pertanto era integrata nella struttura.
Anthony Fokker presentò il nuovo velivolo ai comandanti tedeschi e alla presenza del principe Guglielmo il 13 giugno del 1915. La dimostrazione avvenne su un campo aereo della Quinta Armata. Successivamente, il 23 e il 24 giugno, il velivolo venne presentato alla Sesta Armata a Douai. Durante queste dimostrazioni lo stesso Fokker cercò di abbattere un velivolo nemico, fino ad allora nessun Eindecker poteva ancora vantare una vittoria in combattimento, ma non trovando velivoli avversari dovette rinunciare al suo intento.
La differenza principale con l'E.I era costituita dalla riprogettazione dell'ala. L'apertura alare del velivolo era ora minore al fine di incrementare la velocità. Però a soffrirne furono sia la manovrabilità che le prestazioni ascensionali del velivolo. Altre modifiche furono l'incremento della capacità di carburante che passò a 66 kg contro i precedenti 50 e, per rendere meno faticose le operazioni di mira, quando il pilota doveva alzare la testa esponendosi così la flusso d'aria, l'introduzione di un apposito sostegno per la stessa.
La produzione dell'E.II avvenne parallelamente a quella dell'E.I ed era legata alla disponibilità del motore. In totale furono 49 gli E.II costruiti. Sul fronte occidentale ne vennero impiegati, dalle Fliegertruppen, effettivamente 45. Il velivolo entrò in servizio nel dicembre del 1915 data alla quale era però entrato in produzione il suo successore: il Fokker E.III. Alcuni E.II ancora in costruzione vennero completati come E.III e molti velivoli, sempre della seconda versione, vennero portati, durante le riparazioni, allo standard superiore.

## Utilizzatori
Germania
- Luftstreitkräfte